# Ал-Ассіл
Ал-Ассіл — газонафтове родовище на заході Єгипту. Належить до басейну Абу-Ель-Гарадік.
Родовище відкрили у 2007 році на ліцензійному блоці, інвесторами для якого виступили контрольована грецькими бізнесменами Vegas Oil and Gas та французька Gas de France Suez. В 2010-му до проєкту приєднався нафтогазовий гігант Shell, який придбав 40 % участі, тоді як за Vegas Oil  та GDF залишились 35 % та 25 % відповідно. За усталеним в Єгипті порядком, розробка відкритих за участі іноземних інвесторів родовищ провадиться через спеціально створені компанії-оператори. Для родовища Ал-Ассіл такою компанією спершу виступила PetroAlam, а після входження у проєкт Shell операторство передали компанії Badr Eldin Petroleum Company (BAPETCO).
Основні ресурси вуглеводнів родовища представлені неасоційованим газом з формації Харіта, яка виникла на межі нижньої та верхньої крейди (альбський та сеноманський яруси). Також виявлені комерційні поклади нафти у відкладеннях верхньої крейди, в формаціях Абу-Роаш (передусім горизонт G, що належить до сеноману або турону) та Бахарія (сеноман). Зазначені продуктивні пласти залягають на глибинах від понад 3,6 до понад 4,1 км. Станом на кінець 2019 року видобувні запаси оцінювались у 6,1 млрд м3 газу та 5,7 млн барелів нафти.
Видобуток на Ал-Ассіл почався у тому ж 2007 році, при цьому нафту вивозили автоцистернами, а попутний газ спалювали. В 2010-му розпочали ранній етап розробки газових покладів, під час якого отриману продукцію подавали за допомогою тимчасового трубопроводу на установку підготовки сусіднього родовища BED-3 (звідси до узбережжя Середземного моря прямують газо- та нафтопроводи, які обслуговують цілий ряд родовищ басейну Абу-Ель-Гарадік).
В 2014—2015 роках на Ал-Ассіл та сусідньому родовищі Карам реалізували основний проєкт з розробки неасоційованого газу, відповідно до якого для видачі продукції Ал-Ассіл призначався газопровід завдовжки 11 км та діаметром 300 мм.
Станом на кінець 2019 року накопичений видобуток з Ал-Ассіл досягнув 4,2 млрд м3 газу та 0,5 млн барелів нафти. Враховуючи стрімке падіння видобутку газу — з 3 млн м3 на добу в 2011-му до 0,2 млн м3 на добу наприкінці 2019-го — запланували частково залучити газопровід від Ал-Ассіл для транспортування продукції родовища Карам. Водночас для підтримки видобутку на самому Ал-Ассіл мали спорудити дві свердловини на газові поклади Харіти, першу з яких завершили на початку 2020-го.